# Crescendo (film)
Pour les articles homonymes, voir Crescendo.
Pour plus de détails, voir Fiche technique et Distribution.
Crescendo est un drame musical allemand, italien et autrichien réalisé par Dror Zahavi et sorti en 2019.

## Synopsis
Une organisation caritative planifie un projet d’orchestre avec de jeunes musiciens israéliens et palestiniens, que le chef d’orchestre allemand Eduard Sporck doit conduire à un concert dans le cadre d’une conférence de paix au Moyen-Orient dans le Tyrol du Sud. Même l’audition initiale des candidats individuels à Tel Aviv s’avère humainement difficile, les deux nationalités se perçoivent trop comme des ennemies. Certains candidats palestiniens ont été arrêtés aux points de contrôle malgré une autorisation écrite spéciale.
Sporck a rapidement abandonné son projet d’une œuvre artistiquement de grande classe, car une formation 50/50 des deux nationalités était requise, mais la plupart des musiciens palestiniens n’étaient pas au niveau des musiciens israéliens en raison des conditions de vie très difficiles dans les territoires occupés. La haine profonde des deux côtés n’est que faiblement dissimulée par le projet commun. Sur le lieu de répétition dans le Tyrol du Sud, Sporck conduit les jeunes non seulement au travail de répétition nécessaire, mais aussi à s’écouter les uns les autres et à se respecter en tant que personnes. Des conflits éclatent encore, en particulier entre la violoniste palestinienne Layla, que Sporck a nommée violon solo, et son collègue israélien Ron, techniquement supérieur, qui ne traite initialement les musiciens palestiniens qu’avec un mépris hautain. Sporck met en scène des jeux de rencontre pour faire parler les deux groupes mutuellement détestés et pour s'efforcer de réduire l’agressivité. Lui-même raconte son histoire douloureuse de fils de médecins tortionnaires dans les camps de concentration nazi et la honte qui le poursuit.
La corniste israélienne Shira et le clarinettiste palestinien Omar tombent amoureux. Lorsque Sporck offre la perspective d’étudier la musique en Europe au très talentueux Omar, qui n’a qu’un avenir en tant que musicien occasionnel dans son pays d’origine en Cisjordanie, Shira le persuade de s’enfuir ensemble et de rester en Europe, car ses parents n’accepteraient jamais cette liaison. Avec leurs messages vidéo à la maison, ils sapent les mesures de sécurité. Alors qu’il fuit la nuit, Omar entre en collision avec une voiture et meurt – qu’il s’agisse d’un accident ou d’une attaque reste ouvert dans le film, mais une attaque est évidente.
Après cet événement, le projet de concert sera annulé. La haine mutuelle se décharge à nouveau. Dans la dernière scène, les musiciens, à nouveau séparés par un mur de verre, sont assis dans la salle d’attente de l’aéroport de Bolzano. Ron, considérablement changé par le projet et d’humeur dépressive, déballe son violon  et commence à jouer le Boléro de Ravel. Les autres musiciens des deux côtés se joignent à eux et jouent ensemble une version abrégée de la pièce.

## Fiche technique
- Titre original : Crescendo
- Réalisation : Dror Zahavi
- Scénario : Johannes Rotter, Stephen Glantz et Dror Zahavi, d'après l'œuvre de Stephen Glantz et Marcus O. Rosenmüller
- Musique : Martin Stock
- Décors : Gabriele Wolff
- Costumes : Riccarda Merten-Eicher
- Photographie : Gero Steffen
- Montage : Fritz Busse
- Production : Alice Brauner
  - Coproducteur : Marcus Machura, Thomas Reisser, Peter Trenkwalder et Michael Zechbauer
- Sociétés de production : CCC Filmkunst, FilmVergnuegen, MZ-Film et Niama Film
- Société de distribution : Bodega Films
- Pays de production :  Allemagne,  Italie et  Autriche
- Langue originale : allemand, hébreu, arabe et anglais
- Format : couleur — 2,35:1
- Genre : Drame musical
- Durée : 111 minutes
- Dates de sortie :
  - Allemagne : 
    - 3 juillet 2019 (Munich)
    - 16 janvier 2020 (en salles)

  - Italie :
    - 6 août 2020 (Milan)
    - 27 août 2020 (en salles)

  - Hongrie : 17 octobre 2021
  - France : 6 juillet 2022

## Distribution
- Peter Simonischek : Eduard Sporck
- Bibiana Beglau : Karla de Fries
- Daniel Donskoy : Ron
- Sabrina Amali : Layla
- Mehdi Meskar : Omar
- Götz Otto : Belimann

## Langues
Chaque communauté communique dans sa langue (allemand, hébreu, arabe), les échanges intercommunautaires ayant lieu en anglais. Le film est intégralement sous-titré.